# Aida Baptista
Aida Cruz Baptista (Santa Isabel, Lisboa, 8 de maio de 1929 – Lisboa, 24 de outubro de 2008) foi uma atriz portuguesa. Fez teatro, televisão e cinema.

## Biografia
Era filha do pedreiro José Maria Baptista e de Júlia da Conceição Cruz, doméstica, ambos naturais da Figueira da Foz (freguesia de Buarcos).
Aos nove anos estreou-se como actriz amadora no Grupo Dramático Os Combatentes.
Em 1946 estreia-se no teatro profissional na Companhia Rafael de Oliveira. A 24 de setembro de 1946, casou primeira vez civilmente, em Lisboa, com o cantor e ator Tony de Matos. Por sentença transitada em julgado a 10 de fevereiro de 1948, os dois divorciaram-se litigiosamente.
Em 1947 acontece a sua estreia no teatro ligeiro com a revista Salada de Alface no Teatro Maria Vitória.
Passa por diversas companhias teatrais.
Participa também em dois filmes e em programas de televisão.

## Filmografia

### Televisão
- 1961-1969 - Melodias de Sempre
- 1986 - Resposta a Matilde [8]

### Cinema
- 1949 - Fogo! de Arthur Duarte[1]
- 1954 - Costa d'África de João Mendes

## Teatro
| Ano  | Título                          | Local                | Ref.                 |
| ---- | ------------------------------- | -------------------- | -------------------- |
| 1947 | Salada de Alface                | Teatro Maria Vitória | [ 9 ]                |
| 1947 | Ó Ai Ó Linda                    | Teatro Maria Vitória | [ 10 ]               |
| 1948 | Tico-Tico                       | Teatro Maria Vitória | [ 11 ]               |
| 1948 | Disto é Que Eu Gosto!           | Teatro Maria Vitória | [ 12 ]               |
| 1949 | Feira da Avenida                | Teatro Variedades    | [ 13 ]               |
| 1949 | Ela Aí Está!                    | Teatro Avenida       | [ 14 ]               |
| 1950 | O Disco Voador                  | Teatro Maria Vitória | [ 15 ] [ 16 ]        |
| 1950 | Sempre em Festa!                | Teatro Variedades    | [ 17 ]               |
| 1951 | As Três Valsas                  | Teatro Monumental    | [ 15 ] [ 18 ]        |
| 1952 | Sonhos de Viena                 | Teatro Monumental    | [ 19 ]               |
| 1953 | Viva o Luxo!                    | Teatro Monumental    | [ 20 ]               |
| 1953 | Ela Não Gostava do Patrão       | Teatro Monumental    | [ 21 ]               |
| 1953 | Maria da Fonte                  | Teatro Monumental    | [ 22 ]               |
| 1954 | E o Fado Caiu no Samba          | Teatro Monumental    | [ 23 ]               |
| 1954 | O Pinto Calçudo                 | Teatro Monumental    | [ 24 ]               |
| 1954 | O Pobre Mentiroso               | Teatro Monumental    | [ 25 ]               |
| 1954 | Perdeu-se um Marido             | Teatro Monumental    | [ 26 ]               |
| 1954 | Casei com um Anjo               | Teatro Monumental    | [ 27 ]               |
| 1954 | Mulheres Há Muitas              | Teatro Variedades    | [ 28 ] [ 29 ] [ 30 ] |
| 1955 | O Tio Valente                   | Teatro Avenida       | [ 31 ]               |
| 1955 | Festa é Festa!                  | Teatro Maria Vitória | [ 32 ]               |
| 1956 | Daqui Fala o Zé!                | Teatro ABC           | [ 33 ]               |
| 1956 | A Torre Encantada               | Teatro ABC           | [ 34 ]               |
| 1957 | Já Cá Canta!                    | Teatro ABC           | [ 35 ]               |
| 1957 | Mas Que Escândalo!              | Teatro Avenida       | [ 36 ] [ 37 ] [ 38 ] |
| 1958 | Vira o Disco                    | Teatro ABC           | [ 39 ] [ 40 ]        |
| 1958 | Vinho Novo                      | Teatro ABC           | [ 41 ] [ 42 ]        |
| 1959 | Mulheres à Vista!               | Teatro ABC           | [ 43 ]               |
| 1959 | Delírio em Lisboa               | Teatro ABC           | [ 44 ]               |
| 1960 | Revista é Sempre Revista        | Teatro Variedades    | [ 45 ]               |
| 1960 | Os Primos Basílios              | Teatro Variedades    | [ 46 ]               |
| 1960 | Cucurucucu                      | Teatro Variedades    | [ 47 ]               |
| 1961 | Armadilha Para um Homem Só      | Teatro Variedades    | [ 48 ]               |
| 1961 | Uma Bomba Chamada Etelvina      | Teatro Variedades    | [ 49 ]               |
| 1961 | Três em Lua de Mel              | Teatro Variedades    | [ 50 ]               |
| 1962 | A Linha da Sorte                | Teatro Variedades    | [ 51 ]               |
| 1962 | Forrobodó                       | Teatro Avenida       | [ 52 ] [ 53 ]        |
| 1962 | Põe-te a Pau!                   | Teatro Maria Vitória | [ 54 ]               |
| 1963 | Haja Alegria!                   | Teatro Maria Vitória | [ 55 ]               |
| 1963 | Ó Pá, Não Fiques Calado!        | Teatro Maria Vitória | [ 56 ]               |
| 1964 | As Garotas São o Diabo!         | Teatro Capitólio     | [ 57 ] [ 58 ]        |
| 1965 | Entre Marido e Mulher...        | Teatro Monumental    | [ 59 ]               |
| 1966 | Adão e Elas                     | Teatro ABC           | [ 60 ]               |
| 1966 | Esta Lisboa Que eu Amo          | Teatro Monumental    | [ 61 ]               |
| 1967 | A Casa de Irene                 | Teatro Monumental    | [ 62 ]               |
| 1967 | Duas Pernas... 1 Milhão         | Teatro Capitólio     | [ 63 ]               |
| 1967 | Mulheres à Vela                 | Teatro ABC           | [ 64 ]               |
| 1969 | Peço a Palavra!                 | Teatro Variedades    | [ 65 ]               |
| 1970 | O Prato do Dia!…                | Teatro Maria Vitória | [ 66 ]               |
| 1970 | Pimenta na Língua!…             | Teatro Maria Vitória | [ 67 ]               |
| 1971 | Saídas da Casca                 | Teatro ABC           | [ 68 ]               |
| 1972 | Viva a Pandilha                 | Teatro ABC           | [ 15 ] [ 69 ]        |
| 1973 | Mulheres é Comigo!              | Teatro Monumental    | [ 70 ]               |
| 1973 | Tudo a Nu                       | Teatro ABC           | [ 71 ]               |
| 1974 | Uma no Cravo, Outra na Ditadura | Teatro ABC           |                      |
| 1975 | Lisboa Acordou                  | Teatro Monumental    | [ 15 ] [ 72 ]        |
| 1984 | Boeing! Boeing!                 | Teatro Variedades    | [ 73 ] [ 74 ]        |
| 1985 | A Revista à Portuguesa          | Teatro Maria Matos   | [ 15 ] [ 75 ]        |